# Smit Internationale

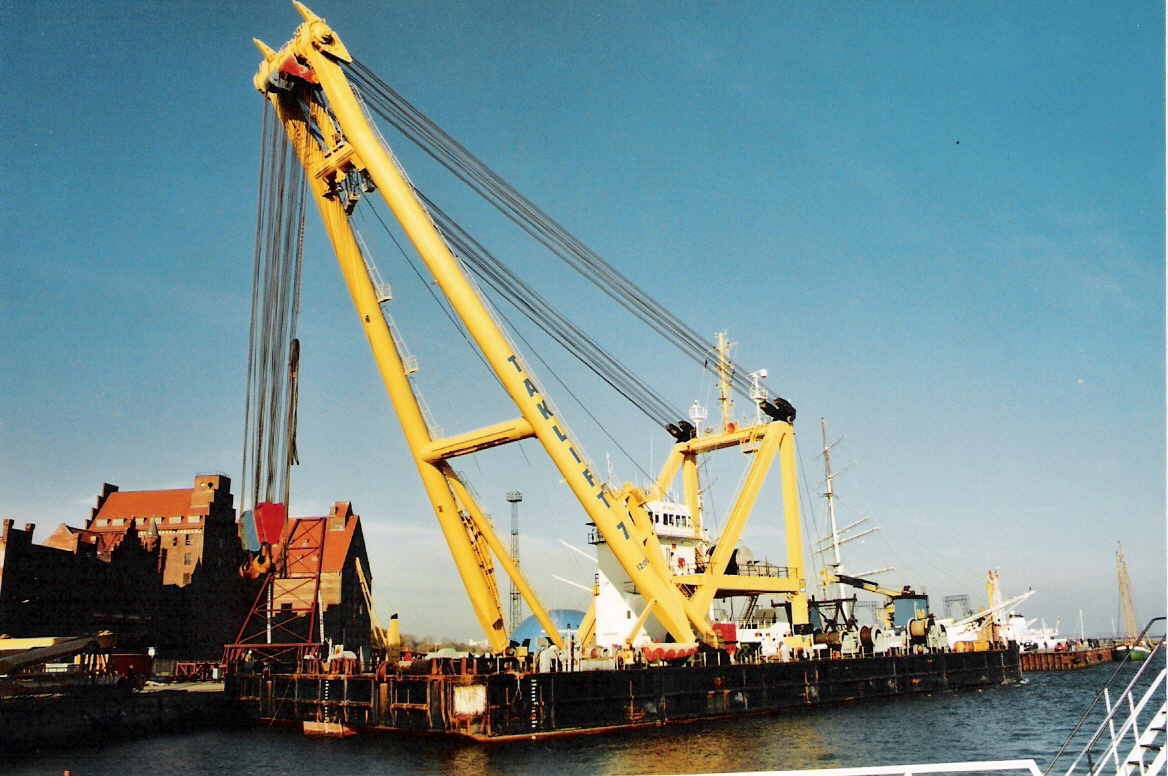
Fartygskranen Taklift 7 vid Hansakai i Stralsund

Smit Internationale N.V., med bärgningsdivionen Smit Salvage, är ett nederländskt shippingföretag med bärgning, bogsering och terminaltjänster. Det har sitt säte i Rotterdam och ingår sedan 2010 i den nederländska Royal Boskalis Westminster-gruppen.
Smit Internationale grundades 1842 i Hellevoetsluis av skeppsbyggaren Fop Smit (1777–1866) som ett bogseringsföretag med den 140 hästkrafter starka hjulångaren Kinderdijk.
Fop Smits söner Jan och Leendert fortsatte verksamheten under bolagsnamnet L. Smit & Co och utvidgade flottan. År 1870 började företaget använda propellerdrivna bogserbåtar. Efter en fusion med 
Internationale Sleepdienst 1923 ändrades bolagets namn till L. Smit & Co.'s Internationale Sleepdienst. Företaget var tidigare börsnoterat på NYSE Euronext i Amsterdam.
Smit Salvage har räddningcentra i Rotterdam, Houston, Kapstaden och Singapore. 
Tio bogserbåtar från Smit Internationale deltog i invasionen av Normandie i juni 1944. Bogserbåtarna bogserade bland annat kassuner för de konstgjorda hamnarna på invasionskusten.
År 2010 fusionerade Smit Internationale och Boskalis. Smit har fortsatt att sälja tjänster under eget namn.

## Bärgningar i urval
- Den ryska ubåten K-141 Kursk, som förliste 1992 i Norra Ishavet, bärgades av ett konsortium av de nederländska företagen Mammoet och Smit Internationale efter ett kontrakt med Ryssland, vilket dock ej omfattade bogen. Vid bärgningen 2001 användes den modifierade pråmen Giant 4, vilken tog upp skrovet. Vid räddningsoperationen skars först bogen av från resten av ubåten med en volframkarbid-belagd vajer. Detta arbete skedde med stor försiktighet, eftersom skärandet kunde åstadkomma gnistor som kunde antända kvarvarande fickor av gaser som väte. Merparten av bogen lämnades åt sitt öde, medan resten  av fartyget bogserades till Severomorsk och placerades i en flytdocka för undersökningar.

- M/V Tricolor var ett norskflaggat Wilh. Wilhelmsen-biltransportfartyg, byggt 1987. Fartyget, som var på väg till Southampton i Storbritannien med en last av närmare 2.900 Volvo-, Saab- och BMW-personbilar, sjönk efter en kollision i Engelska kanalen i december 2002. Det bärgades av det för ändamålet bildade konsortiet Combinatie Berging Tricolor, som leddes av Smit Salvage. Arbetet tog mer än ett år.[2]

- Olja från kryssningsfartyget M/S Costa Concordia, som i januari 2012 efter en onödig och olämplig kurshållning gick på grund utanför den italienska ön Giglio och lade sig på sidan på klippbotten. Smit Salvage och Tito Neri S.r.l. fick i uppdrag att ordna skydd för oljeutsläpp, tömma det fullastade vraket på bunkerolja och andra oljeprodukter och rensa omgivande miljö på skrot från fartyget. Kontraktet för själva bärgningen av fartyget gick till ett annat konsortium.

- M/V Baltic Ace var ett Bahamas-flaggat biltransportfartyg på väg till Kotka i Finland med omkring 1.400 Mitsubishi personbilar, som sjönk efter en kollision i Nordsjön i december 2012. Bärgningen genomfördes av Smit Internationale och Mammoet enligt kontrakt med nederländska Rijkswaterstaat.[3]

- Blockeringen av Suezkanalen 2021 inträffade i mars 2021, när det 400 meter långa containerfartyget M/V Ever Given i hård vind och sandstorm girade i den 200 meter breda Suezkanalen och fastnade på snedden med både bog och akter i kanalbankarna. Suez Canal Authority anlitade Smit Salvage för att leda operationen för att få loss fartyget, vilken tog närmare en vecka.[4][5]

## Bildgalleri

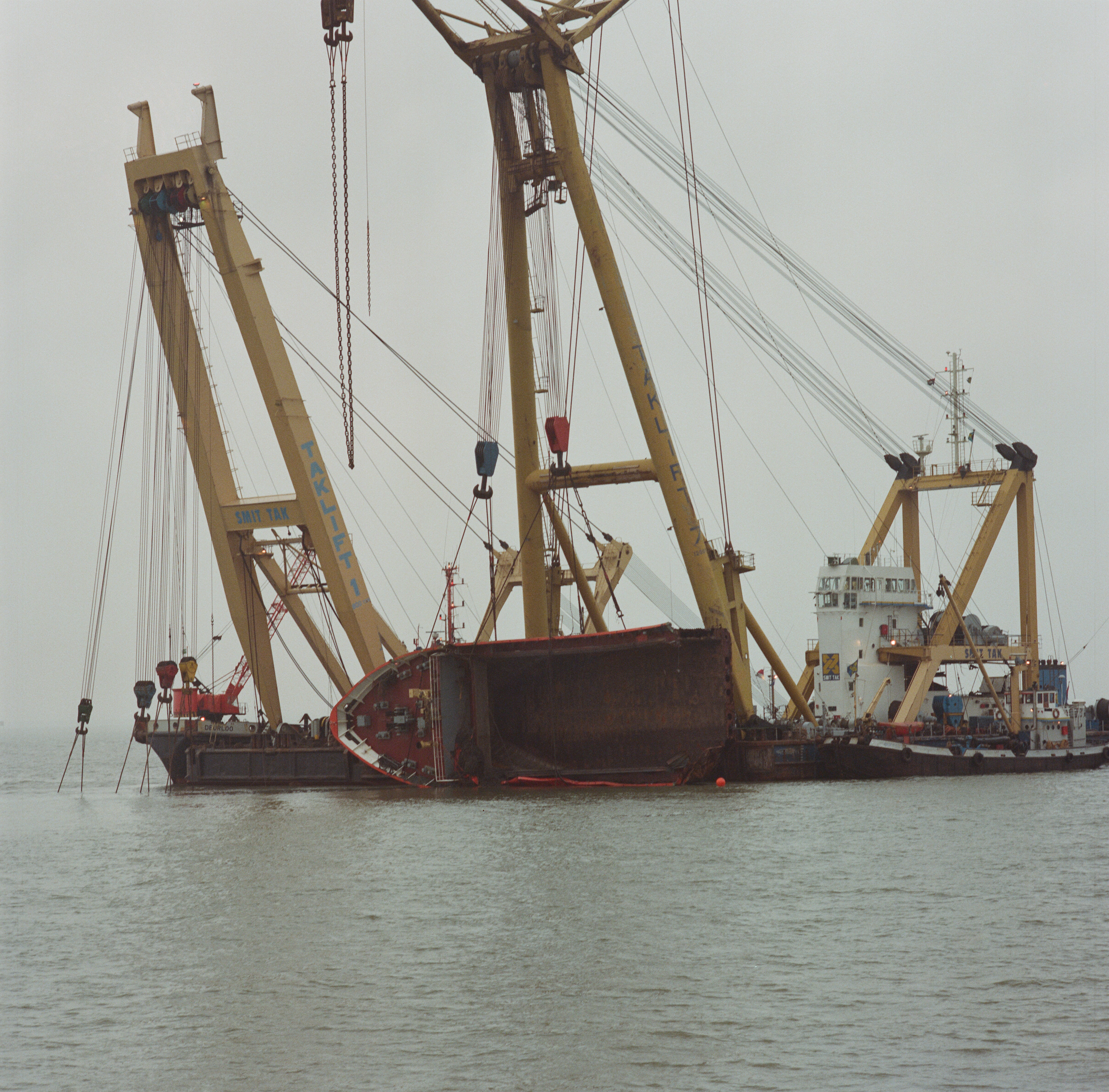
Bärgning av kustfartyget Susanne i Westerschelde, 1991
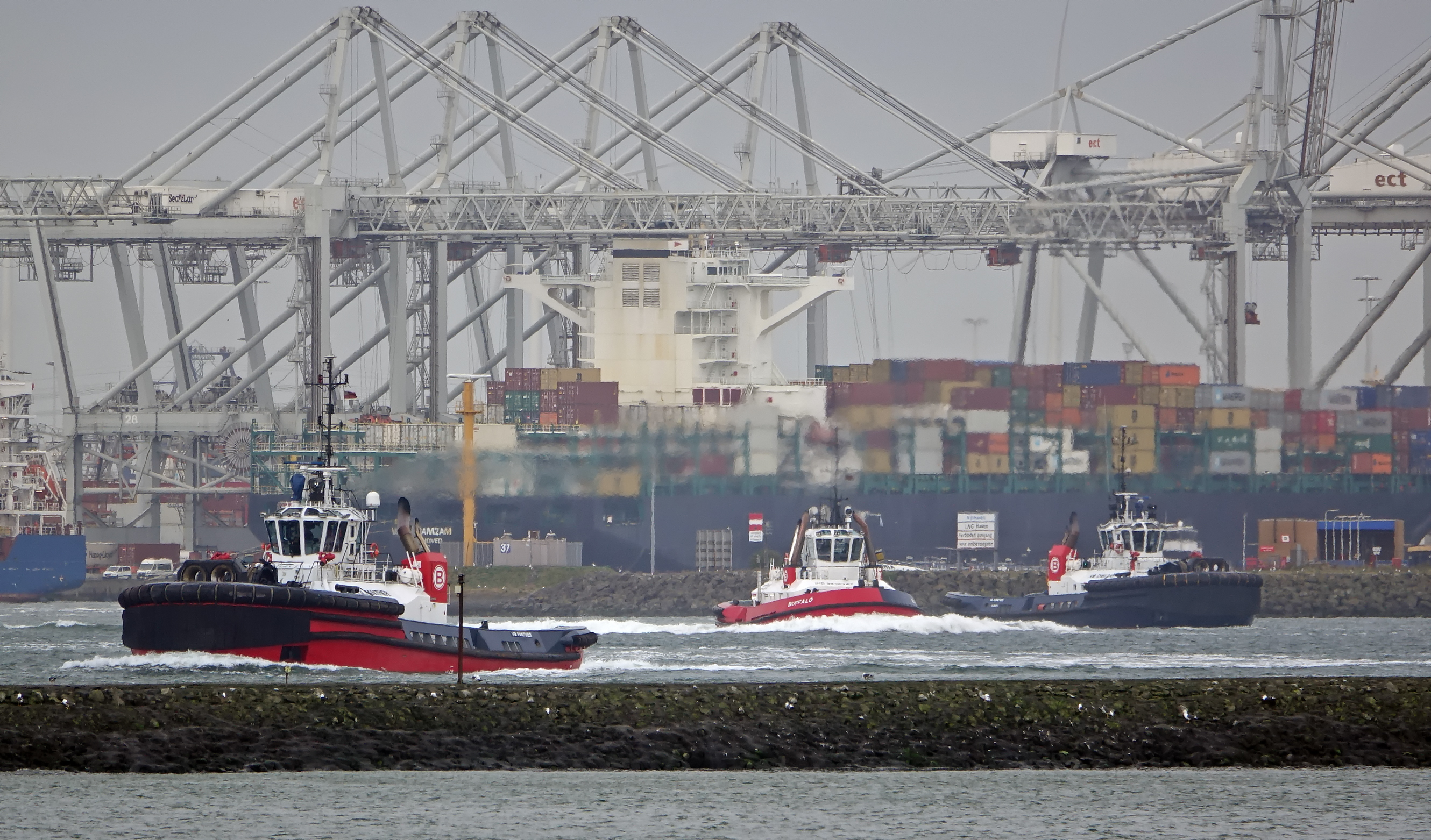
Smit Panther, Smit Buffalo och Smit Cheetah i Hoek van Holland
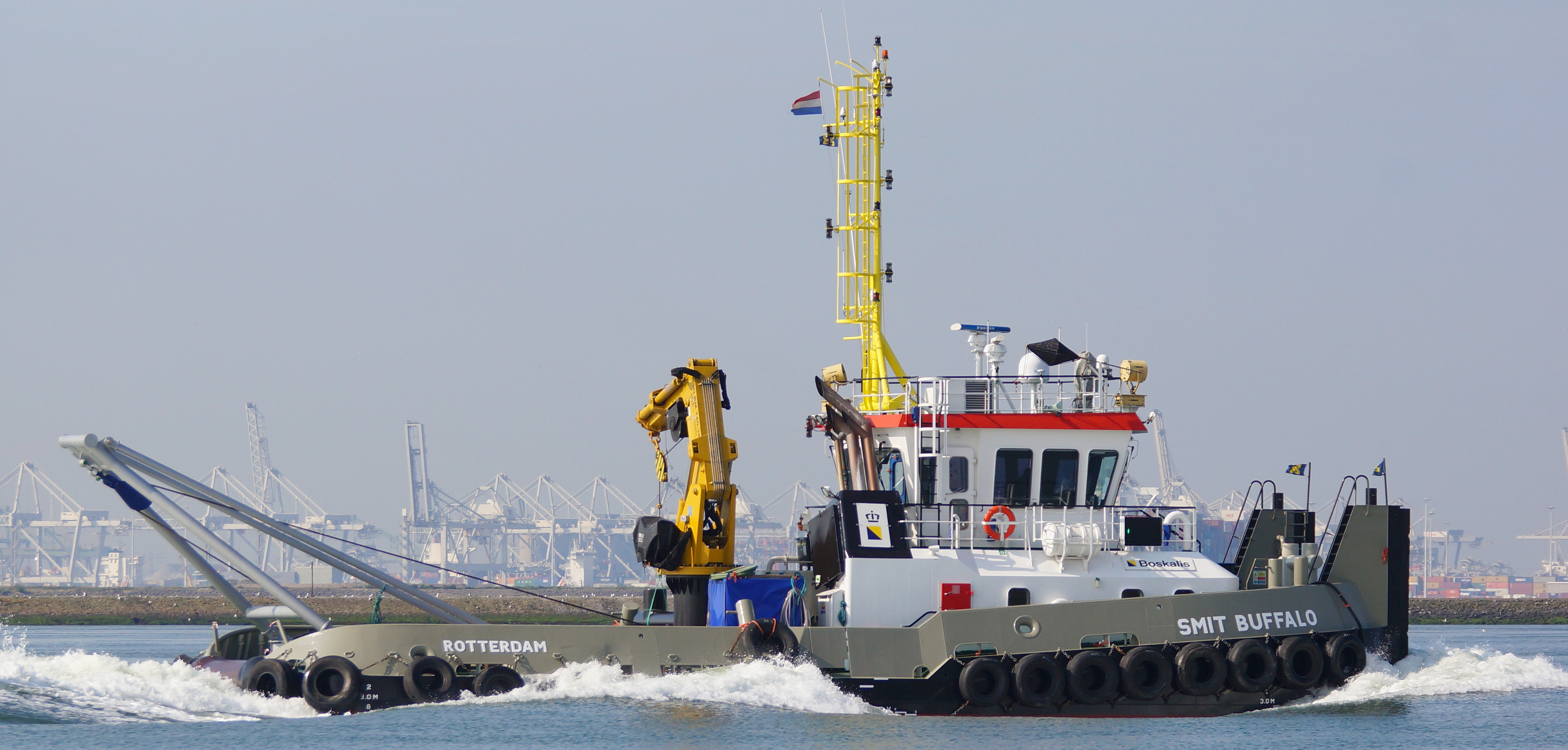
Smit Buffalo i Rotterdam
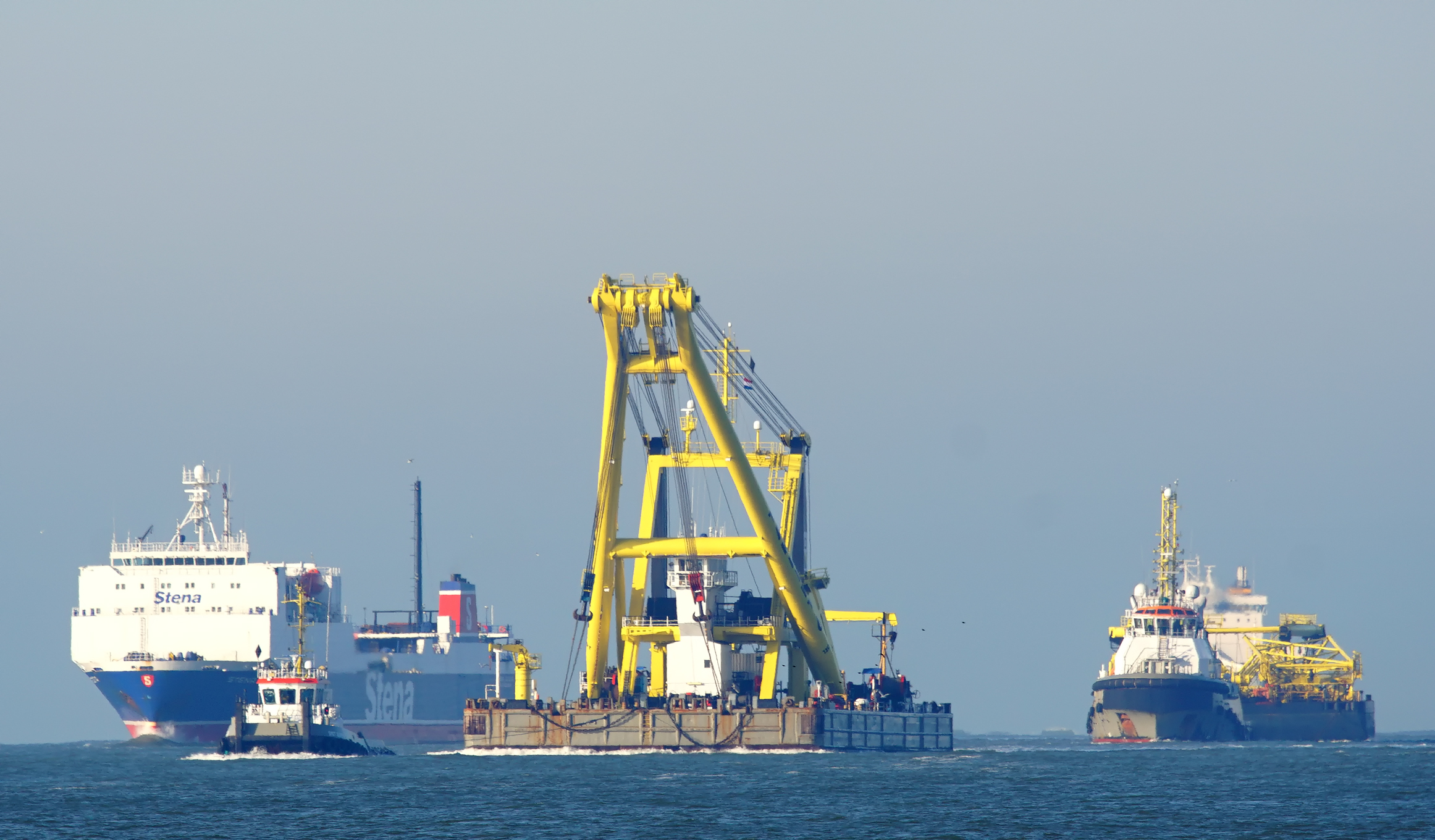
Stena Scotia, Smit Buffalo, fartygskranen Taklift 6, Smit Angola och pråmen Smitbarge 6
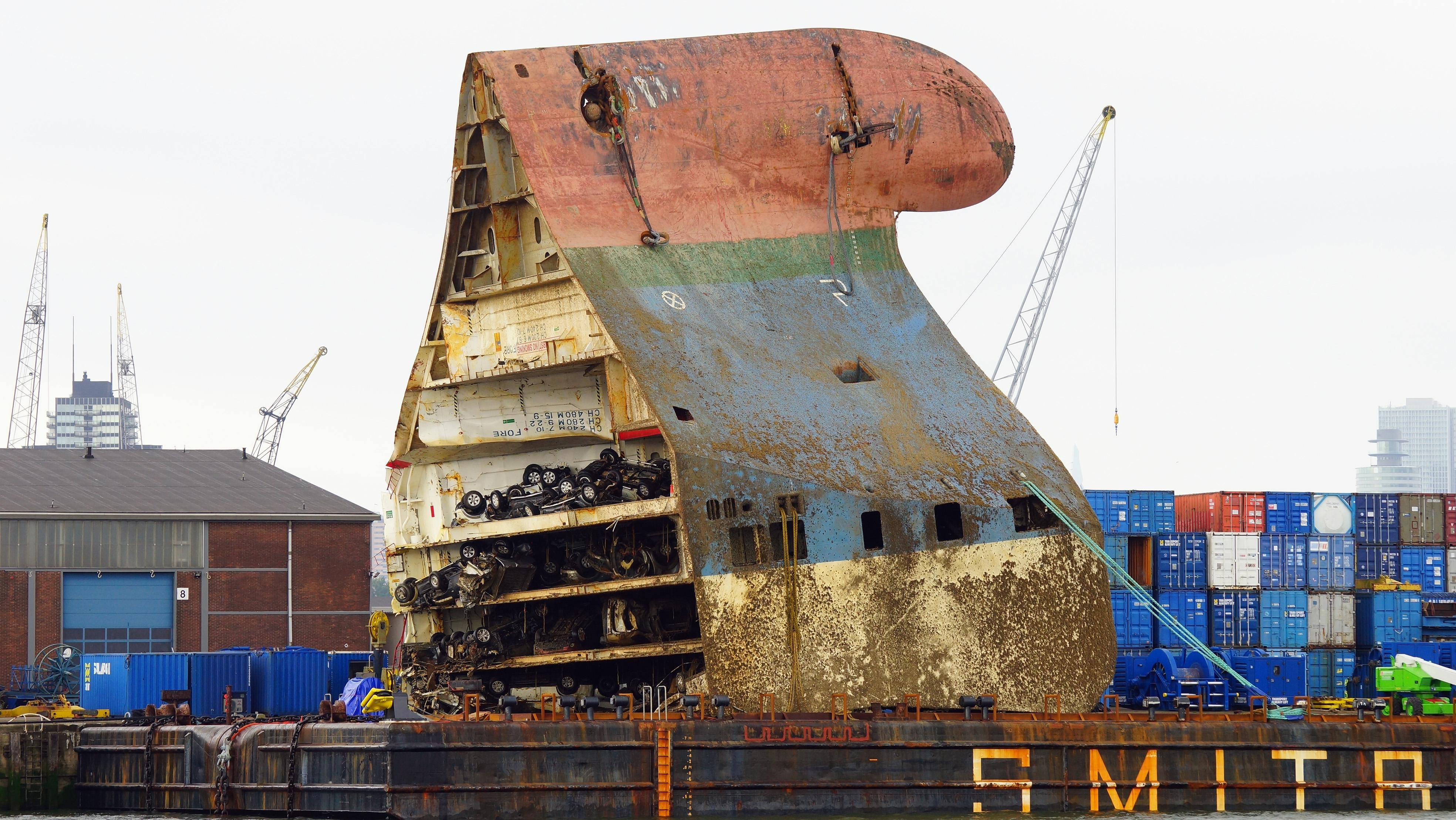
Bogen på Baltic Ace i Waalhaven, Rotterdam, 2015